# Volmar Wikström
Volmar Wikström   (Pargas, 27 de desembre de 1889 - Hèlsinki, 10 de juny de 1957) va ser un lluitador finlandès que combinà la lluita grecoromana i la lluita lliure, que va competir durant la dècada de 1910 i 1920.
El 1912 va prendre part en els Jocs Olímpics d'Estocolm, on va disputar la competició del pes lleuger del programa de lluita grecoromana. En ella quedà eliminat en sisena ronda. Dotze anys més tard, als Jocs de París, guanyà la medalla de plata en la competició del pes lleuger, en aquesta ocasió del programa de lluita lliure.
Wikström guanyà el Campionat Nòrdic de 1919 i dos títols finlandesos, el 1914 en pes lleuger de lluita grecoromana i el 1924 en pes lleuger de lluita lliure. Després de retirar-se fou president de l'Helsingin Atleetiklubi entre 1925 i 1934 i entre 1950 i 1951. El 1934 va ser president de la Federació de Boxa finlandesa. També va treballar com a promotor de boxa.